# Anésia Pinheiro Machado
Anésia Pinheiro Machado (Itaí, 5 de junho de 1904 – Rio de Janeiro, 10 de junho de 1999) foi uma aviadora brasileira. Foi a segunda mulher a conseguir o brevê de aviadora no Brasil e a primeira a realizar um voo solo em céu nacional. Ficou conhecida mundialmente por seu ativismo nas causas feministas e pelas conquistas aéreas durante toda sua vida.
Em maio de 1940, Mrs. Ulysses Grant McQuenn, presidente da Women's International Association of Aeronautics, em visita ao Brasil, fez elogios ao desempenho de Anésia, depois de assistir a uma exibição acrobática da aviadora brasileira em um avião de treinamento Bücker Jungman, no Rio de Janeiro.

## Biografia
O primeiro emprego de Anésia foi no jornal Diário de Itapetininga, enquanto fazia faculdade de farmácia. Foi em sua cidade natal que viu um avião pela primeira vez durante as comemorações do "Festeiro do Divino". Por indicação do Capitão João Alexandre Busse que estava na cidade, Anésia foi para São Paulo em 1921, com apenas dezessete anos, para fazer o curso de pilotagem aeronáutica. Iniciou seus estudos naquele mesmo ano com o instrutor alemão Fritz Roesler e realizou seu primeiro voo solo em 17 de março de 1922, pilotando um biplano Caudron G.3.
Anésia conseguiu seu brevê, de número 77, no dia 9 de abril de 1922, pelo Aeroclube do Brasil, tornando-se a segunda mulher a ter a licença no pais. A primeira foi Thereza de Marzo, que teve o mesmo instrutor que Anésia. Elas realizaram o voo solo no mesmo dia, mas Thereza conseguiu o brevê de número 76 no dia 8 de abril.
Anésia afirmava que a vontade de voar existia por ela ser quem era.
| “ | O meu desejo de voar talvez seja fruto do meu anseio, sempre cada vez mais intenso, de me elevar, de sair da banalidade do viver comum. E o incontido ímpeto de minha alma, que me impulsiona e me leva a procurar as emoções mais fortes do voo. A vida corriqueira não me satisfaz; ando sempre em busca de alguma coisa nova. E essa faceta de minha personalidade que dirão inconstante, que fez com que eu me dedicasse à aviação [...] | ” |

## Acontecimentos marcantes

### Primeiras conquistas
Anésia foi a primeira mulher a realizar um voo com passageiro, em 23 de abril de 1922. Foi também a primeira brasileira a realizar um voo acrobático. A bordo do Caudron G.3, conquistou o recorde feminino de voo em altitude até então alcançando, 4 124 metros, em 18 de maio de 1922.

### Voo interestadual São Paulo - Rio de Janeiro

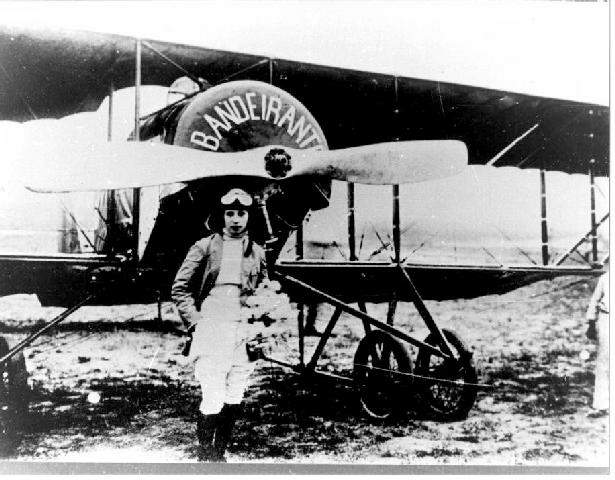
Anésia diante do avião em que realizou o voo entre São Paulo e Rio de Janeiro, em setembro de 1922. O modelo, um Caudron G.3, foi o mesmo pilotado por ela em seu primeiro voo solo, seis meses antes.

Em 5 de setembro de 1922, pilotando também um Caudron G.3, Anésia realizou seu primeiro voo interestadual de São Paulo ao Rio de Janeiro, como parte das comemorações do centenário da Independência do Brasil. A viagem durou quatro dias, pois ela voava apenas uma hora e meia por dia, precisando parar para reabastecer e para manutenções diárias. Foi o primeiro voo interestadual realizado por uma mulher no país. Por conta disso, Anésia recebeu uma carta do pioneiro da aviação e inventor Santos Dumont, a parabenizando pelo sucesso na viagem. Junto com o bilhete, o aviador mandou uma réplica da medalha de São Bento que havia recebido da Princesa Isabel pelos feitos inéditos realizados em Paris, e que Anésia levou consigo pela vida inteira. Esse voo foi muito importante para ela e para a causa feminista na época, pois no mesmo período a piloto participou do Primeiro Congresso Feminista Internacional, representando a Liga Paulista pelo Progresso Feminino.

### Revolução de 1924
Anésia participou da Revolta Paulista de 1924, por afinidade com o general Isidoro Dias Lopes, ao lado dos capitães Joaquim Távora, Juarez Távora e Índio do Brasil, chegando a ser detida pelas tropas revoltosas. Sua participação foi voar sobre as tropas legalistas e sobre o encouraçado Minas Geraes, jogando flores e panfletos com a frase "E se fosse uma bomba?". Por conta disso, ela foi proibida de voar. Assim, durante os anos de 1927 e 1928, voltou ao jornalismo e manteve um coluna sobre aviação no jornal O Paiz. Também trabalhou como jornalista no Departamento de Imprensa e Propaganda (DIP) e na Assembleia Legislativa, voltando a voar somente em 1939.

### Estudos e licenças

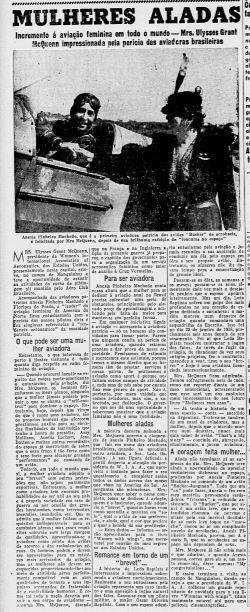
Em maio de 1940, Anésia fez um voo acrobático com Floripes do Prado, que impressionou a fundadora da Women's International Association of Aeronautics, en.

Em julho de 1940, Anésia obteve a licença de piloto privado, de n.º 271, e em agosto de piloto comercial, ambas pelo Departamento de Aviação Civil (DAC). Dois anos depois, obteve a licença de piloto instrutor pelo Aeroclube do Brasil.

### Primeiro campeonato feminino da "Semana da Asa"
Também em 1940, Anésia participou, ao lado de Floripes do Prado, Rosa Sehorling, Leda Batista, Cecília Bolognani, Ada Rogato e Carolina de Assis, das provas femininas disputadas pela primeira vez durante o campeonato "Semana da Asa", organizado pelo Aeroclube do Brasil. Ela participou da prova "Cruzeiro do Sul" e chegou em quinto lugar, com dez pontos perdidos. A prova seguinte foi de acrobacia, sendo a segunda a levantar voo, ficando em quarto lugar na colocação geral após voar com Joana Martins Castilho, Nelly Bordini e Ada Rogato.
Em 1943, convidada a estudar nos Estados Unidos pela CAA (Civil Aviation Administration), hoje denominada FAA, (Federal Aviation Administration), Anésia conquistou suas licenças para Piloto Comercial e Instrutor de Voo, funções que exerceu no Panair do Brasil (companhia aérea pioneira no Brasil) e no CPOR da Força Aérea Brasileira (Centro de Preparação de Oficiais da Reserva), além de conseguir também licenças de Instrutor de Voo por Instrumentos e Instrutor de Link Trainer. Ela chegou a frequentar aulas na Pan American World Airways a convite da própria companhia

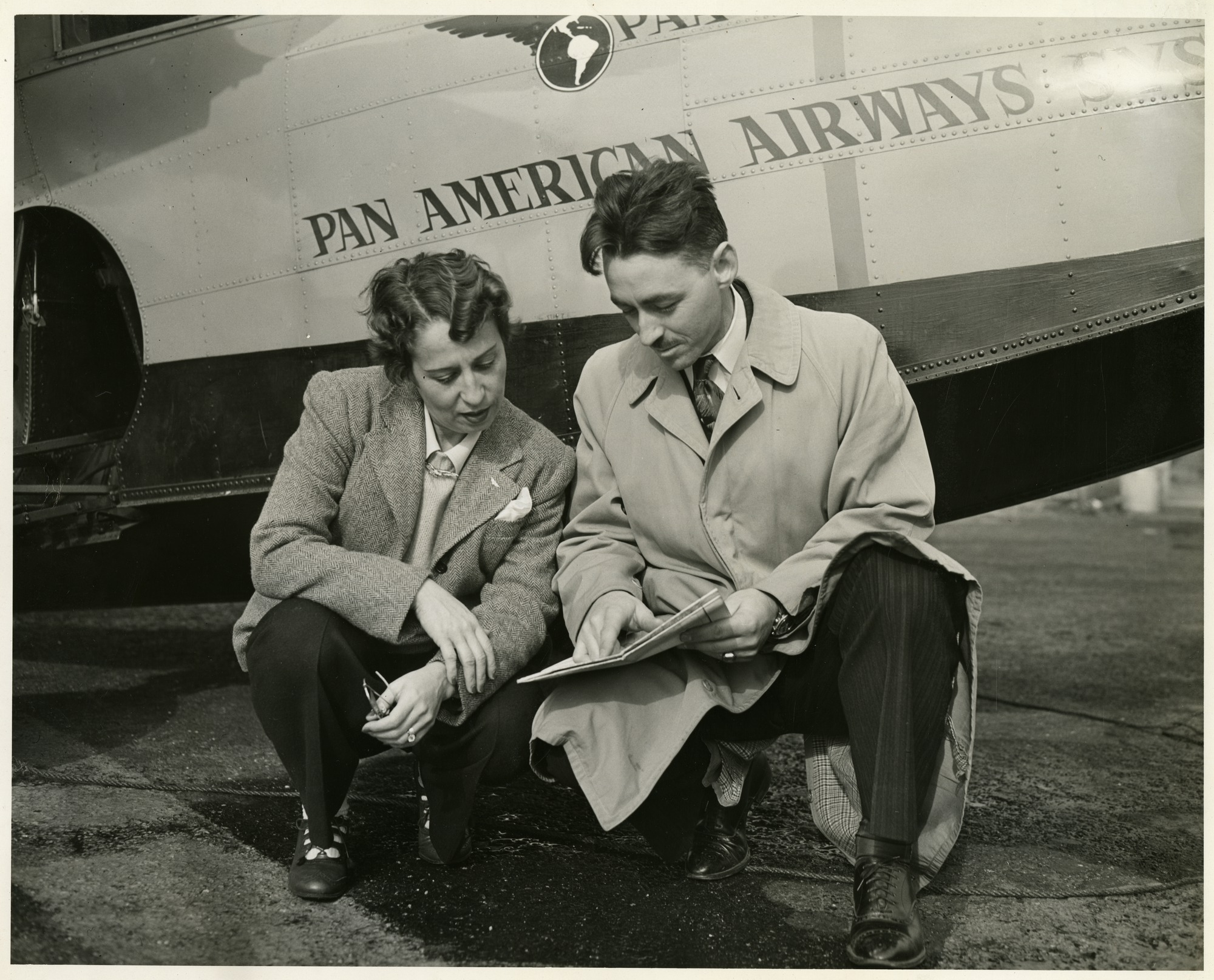
Anésia em 1948, com Donald Dionne, instrutor chefe da Pan American Airways.

### Conquistas internacionais
Em 1951, Anésia realizou um voo transcontinental de Nova York até o Rio de Janeiro, percorrendo mais de 17 000 km em um avião Kian-Navion Super 260. No mesmo ano, ela cruza a Cordilheira dos Andes, de Santiago do Chile à Mendoza, na Argentina.
Anésia fez parte da The Ninety-nines: Internacional Organization of Women Pilots, fundado por Amelia Earhart, focando no suporte e no desenvolvimento de mulheres pilotas em todo o mundo.

## Muito além do céu

### Santos Dumont
Anésia começou a difundir o nome de Santos Dumont pelo mundo em 1956, quando foi comemorado o cinquentenário do primeiro voo de avião do piloto. Ela embarcou em uma viagem internacional e sua primeira conquista foi a doação de uma réplica do avião 14-bis e do dirigível de Santos Dumont ao Museu de Aviação Smithsonian em Washington. Além disso, ela lutou para que o nome do aviador fosse dado a uma das crateras da lua. Seu esforço foi recompensado durante a 15ª Assembleia Geral da União Aeronáutica Internacional, realizada na Austrália, quando o nome foi aprovado.

### Morte
Anésia morreu no Rio de Janeiro aos 94 anos, no dia 10 de junho de 1999. Seu corpo foi cremado e suas cinzas estão em uma urna que faz parte do acervo do Museu de Cabangu, na cidade de Santos Dumont, em Minas Gerais.

## Reconhecimento e legado
Em maio de 1940, o Brasil recebeu a visita de Mrs. Ulysses Grant McQuenn, presidente da  Women's International Association of Aeronautics. Ela ficaria dois dias em território nacional, mas acabou ficando duas semanas por se encantar com o entusiasmo brasileiro na aviação civil. Segundo o jornal A Noite, Anésia realizou com maestria sua apresentação para Mrs. McQueen a bordo de um Bucker-Jungman e a aviadora norte-americana ficou impressionada com o desempenho dela. As duas acreditavam que a aviação feminina precisava de muito mais reconhecimento do que tinha na época.
| “ | Quando procurei incutir no espírito das moças norte-americanas o entusiasmo pelo avião, os homens dificultaram meus planos alegando que a mulher jamais poderia ter o que chama de "self-control" para dominar o espaço. Entretanto, hoje, depois que viram do que é capaz uma aviadora, são os próprios homens que oferecem prestimoso auxilio para as elevadas finalidades da instituição que tenho honra de presidir. | ” |

Já Anésia pediu maior facilidade para as mulheres acessarem os cursos de pilotagem.
| “ | Qualquer iniciativa ligada a aviação só os homens são convidados a tomar parte. Parece que ninguém confia na perícia de uma aviadora quando estamos prontas para dar a prova das nossas habilidades. Precisamos de estímulo e merecemos estímulo por que temos o mesmo direito que os homens tem de prestar serviço a nossa pátria. | ” |

Em setembro de 1954, durante a conferência de Istambul pela Federação Aeronáutica Internacional (FAI), Anésia foi proclamada Decana Mundial da Aviação Feminina.
Em outubro de 1959, como comandante do Corpo Feminino da Patrulha Aérea Civil, Anésia homenageou o engenheiro italiano Nicola Santo, entregando a ele uma farda e o título de oficial benemérito. Nicola havia sido amigo do aeronauta e inventor brasileiro Santos Dumont e colaborado nas suas primeiras experiências com balões. Também construiu no Campo dos Afonsos em 1914, o primeiro hangar brasileiro. O engenheiro de 77 anos estava internado como indigente em um hospital de Santa Cruz, no Rio de Janeiro.
Uma estátua em sua homenagem foi colocada na frente do Centro Cultural de Itapetininga, sua cidade natal, na praça Marechal Deodoro.
Desde 2000, o prêmio Anésia Pinheiro Machado de Segurança de Voo homenageia escolas, aeroclubes e centros de ensino especializado envolvidos com a instrução e formação aeronáutica, que tenham se destacado na aplicação das normas de segurança recomendadas pelo Centro de Investigação e Prevenção de Acidentes Aeronáuticos (SIPAER).
A diretora de cinema Ludmila Ferrola produziu o documentário Anésia, um Voo no Tempo no ano anterior à morte da aviadora, lançado em 2001. Nele, a própria Anésia narra as conquistas e detalhes de sua vida, com a participação de historiadores e especialistas em aviação. O filme combina a narrativa de Anésia com imagens históricas através das décadas da trajetória da aviadora.
A historiadora Mary del Priore, autora do livro História das Mulheres do Brasil, explicou no documentário que, mesmo inserida em uma sociedade machista, Anésia foi capaz de marcar seu momento na história do Brasil. "Vale lembrar que o mundo dessa mulher burguesa, ou seja, o imaginário dessa mulher burguesa é um imaginário absolutamente hidratado por romance romântica da segunda metade do século XIX. Ou seja, as heroínas de José de Alencar, as heroínas de Joaquim Manuel de Macedo. É curioso por que, embora a Anésia não tenha nenhuma identificação com essas criaturas frágeis, quase que transparentes, etéreas, extremamente femininas e voltadas para a casa, ela vai procurar a sua maneira de ser ela também uma heroína.", disse Mary.

## Carreira como atriz
Além de desbravar os céus, Anésia também se aventurou no cinema mudo. O primeiro filme em que atuou foi Hei de Vencer, de Luiz de Barros, uma história de aventura envolvendo aviões pilotados por Anésia e por João Ribeiro de Barros, lançado em 1924. O segundo foi Quando elas Querem, uma comédia lançada em 1925 e dirigida por Eugenio Centenaro Kerrigan. Nesse filme, Anésia interpreta Laura, aviadora e amiga de infância da personagem principal, Clarinda.
O 30º Festival de Brasília do Cinema Brasileiro de 1997 homenageou Anésia Pinheiro Machado, com 93 anos na época, pelos filmes mudos em que atuou. Não há cenas dos vídeos disponíveis, apenas arquivo fotográfico publicado no livro Pioneiros do Cinema Brasileiro de Jurandyr Noronha.

## Eventos relevantes
- 1922: Fez o trajeto São Paulo - Rio de Janeiro em comemoração ao centenário da Independência do Brasil;[15]
- Primeira mulher brasileira com recorde de altura: 4 124 metros;[12]
- Primeira mulher brasileira a fazer voo com passageiro;[4]
- Primeira mulher brasileira a fazer voo com acrobacias;[4]
- 1940: participou das primeiras provas femininas da "Semana da Asa";[27][18]
- 1951: realizou um voo de Nova York para o Brasil em uma nave Kian-Navion Super 260;[15]
- 1951: cruza a Cordilheira dos Andes, de Santiago do Chile à Mendoza na Argentina;[8]
- 1959: Assumiu o Comando do Corpo Feminino da Patrulha Aérea Civil;[21]
- Tem dezenove medalhas nacionais e sete internacionais;[16]
- Fez parte da associação The Ninety-nines: Internacional Organization of Women Pilots, fundado por Amelia Earhart.[28]

## Licenças
- 1922: brevê de aviação pelo Aéro Club do Brasil.[8]
- 1940: licença de Piloto Privado e de Piloto Comercial[9]
- 1942: licença de Piloto Instrutor pelo Aeroclube Brasil.[8]
- 1943: licenças para Piloto Comercial, Instrutor de Voo, Instrutor de Voo por Instrumentos e Instrutor de Link Trainer nos Estados Unidos.[9]

## Prêmios
- 1954: Federação Aeronáutica Internacional (FAI) - Decana Mundial da Aviação Feminina;[8]
- 1989: Prêmio Edward Warner.[29]